# 尖萼紫珠
尖萼紫珠（学名：Callicarpa lobo-apiculata）为马鞭草科紫珠属的植物，为中国的特有植物。分布于中国大陆的广东、湖南、广西、贵州等地，生长于海拔300米至500米的地区，常生于山坡或谷地溪旁林中，目前尚未由人工引种栽培。